# Скоттс-Корнерс (Нью-Йорк)
Скоттс-Корнерс (англ. Scotts Corners) — переписна місцевість (CDP) в США, в окрузі Вестчестер штату Нью-Йорк. Населення — 665 осіб (2020).

## Географія
Скоттс-Корнерс розташований за координатами 41°11′20″ пн. ш. 73°33′22″ зх. д. / 41.18889° пн. ш. 73.55611° зх. д. (41.188877, -73.556069).  За даними Бюро перепису населення США в 2010 році переписна місцевість мала площу 4,59 км², уся площа — суходіл.

## Демографія
Згідно з переписом 2010 року, у переписній місцевості мешкало 711 осіб у 266 домогосподарствах у складі 194 родин. Густота населення становила 155 осіб/км².  Було 296 помешкань (64/км²).
Расовий склад населення:
| - 95,8 % — білих - 1,1 % — чорних або афроамериканців - 1,0 % — азіатів |

До двох чи більше рас належало 1,3 %. Частка іспаномовних становила 6,2 % від усіх жителів.
За віковим діапазоном населення розподілялося таким чином: 24,1 % — особи молодші 18 років, 57,3 % — особи у віці 18—64 років, 18,6 % — особи у віці 65 років та старші. Медіана віку мешканця становила 46,6 року. На 100 осіб жіночої статі у переписній місцевості припадало 95,9 чоловіків;  на 100 жінок у віці від 18 років та старших — 93,5 чоловіків також старших 18 років.
За межею бідності перебувало 10,7 % осіб, у тому числі 0,0 % дітей у віці до 18 років та 6,3 % осіб у віці 65 років та старших.
Цивільне працевлаштоване населення становило 252 особи. Основні галузі зайнятості: освіта, охорона здоров'я та соціальна допомога — 27,8 %, інформація — 13,9 %, будівництво — 13,9 %.